# والتر ایش
والتر ایش (انگلیسی: Walter Eich; ۲۷ مهٔ ۱۹۲۵ – ۱ ژوئن ۲۰۱۸) بازیکن فوتبال اهل سوئیس بود.
از باشگاه‌هایی که در آن بازی کرده‌است می‌توان به باشگاه ورزشی یانگ بویز برن اشاره کرد.
وی همچنین در تیم ملی فوتبال سوئیس بازی کرده‌است.